# Hollywood (chanson de Madonna)
Pour les articles homonymes, voir Hollywood (homonymie).
Singles de Madonna
American Life
(2003) Me Against the Music
(2003)
Pistes de American Life
American Life
(1) I'm So Stupid
(3)
Hollywood est une chanson interprétée par Madonna, écrite et composée par Madonna et Mirwais Ahmadzaï. Elle fut consacrée officiellement comme le second extrait radiophonique de l'album American Life durant l'été 2003. La chanson fut publiée à même cet album le 22 avril 2003.

## Vidéoclip
La vidéo a été réalisée par Jean-Baptiste Mondino, avec lequel Madonna renoua après un travail commun sur Don't Tell Me, Human Nature et Open Your Heart. On y représente la superficialité du milieu artistique hollywoodien. Madonna danse munie de différents accessoires dignes de séances de photographie de magazines de mode. On la représente aussi en train de se voir injecter du botox, une substance antirides.
Le vidéoclip se voulait, de par sa similarité aux œuvres de Guy Bourdin, un hommage à l'ancien photographe des années 1960 du magazine Vogue. Son fils, Samuel Bourdin, ne l'entendit pas ainsi et décida de poursuivre le réalisateur, Madonna et Warner Bros. Records à l'hiver 2003-2004. Le litige se régla hors cours en échange d'un montant non divulgué versé à l'héritier de Bourdin.
Le clip a été tourné les 2 et 3 juin 2003 aux Universal Studios de Los Angeles en Californie et fut diffusé en avant-première le 23 juin sur VH1, sur launch.yahoo.com le 24 et sur MTV trois jours après. Une version remixée par Dustin Robertson de "Aviddiva", réalisée le 9 juillet, contient des images inédites des scènes de tournage du clip original.
- Directeur : Jean-Baptiste Mondino
- Producteur : Lynn Zekanis
- Producteur exécutif : David Naylor, Sam Aslanian, Missy Galanida
- Directeur de la photographie : Pascal Lebegue
- Montage : Dustin Robertson
- Compagnie productrice : DNA Inc.

## Versions
1. Album Version (4:24)
2. Radio Edit (3:44)
3. Video Version (3:56)
4. Jacques Lu Cont's Thin White Duke Mix (7:10)
5. Jacques Lu Cont's Thin White Duke Mix Edit* (3:57)
6. Paul Oakenfold 12" Full Mix (7:01)
7. Paul Oakenfold 12" Full Remix Edit (6:12)
8. Paul Oakenfold 12" Dub* (7:01)
9. Paul Oakenfold 7" Full Edit* (3:43)
10. Calderone & Quayle Glam Mix (9:19)
11. Calderone & Quayle Glam Dub* (7:47)
12. Calderone & Quayle Radio Edit* (4:06)
13. The Micronauts Remix (6:27)
14. The Micronauts Instrumental* (6:27)
15. The Micronauts Remix Edit* (4:01)
16. Deepsky's Home Sweet Home Dub (7:35)
17. Deepsky's Home Sweet Home Radio Edit* (4:00)
18. Deepsky's Home Sweet Home Vocal Mix* (7:55)
19. Sander Kleinenberg Club Mix** (11:13)
20. Sander Kleinenberg Dub Mix** (10:55)
21. Blow-Up Mix** (7:01)
22. Avid Diva Remix (4:25)
23. Remix Live (I'm Gonna Tell You A Secret) (3:59)
24. Re-Invention Tour Studio Version** (3:12)
25. Re-Invention Tour Rehersal** (4:05)
26. Hollywood Express (Alberkam Mix)
27. Like A Virgin /Hollywood Medley 5.34
(Featuring Christina Aguilera, Britney Spears & Missy Elliott) (2003 MTV VMA Performance)

*= Promo **= Inédits

## Classements
Hollywood fut le premier extrait officiel de Madonna à manquer le Top 100 Billboard américain depuis que sa carrière débuta en 1982. La chanson souffrit d'un boycott officieux de la part des stations radio américaines pour avoir illustré son opposition à la guerre en Irak dans le vidéoclip précédent, American Life. La chanson connut un succès certain en clubs où elle atteignit le sommet du Billboard Hot Dance Music/Club Play.
| Pays                                | Meilleure Position | Pays                      | Meilleure Position |
| ----------------------------------- | ------------------ | ------------------------- | ------------------ |
| Australie ARIA (Top 50)             | 16                 | Argentine (Top 40)        | 3                  |
| Autriche (Top 75)                   | 34                 | Brésil (Top 100)          | 21                 |
| Canada (Top 50)                     | 5                  | Chine                     | 3                  |
| Europe                              | 3                  | Finlande                  | 8                  |
| France (Top 100)                    | 22                 | Allemagne (Top 100)       | 21                 |
| Irlande (Top 50)                    | 10                 | Italie (Top 50)           | 3                  |
| Lettonie (Airplay)                  | 5                  | Espagne (Top 40)          | 11                 |
| Espagne (Top 20)                    | 2                  | Suède (Top 60)            | 19                 |
| Suisse (Top 100)                    | 15                 | Japon (Top 100)           | 31                 |
| Royaume-Uni (Top 75)                | 2                  | États-Unis (Adult Top 40) | 35                 |
| Classements                         |                    |                           |                    |
| Billboard Hot Dance Music/Club Play | 1                  |                           |                    |
| Billboard Hot Dance Singles Sales   | 1                  |                           |                    |
| United Chart                        | 3                  |                           |                    |

## Reprises
- Harvey Milk : Hollywood express, un mashup entre Hollywood (paroles) et Midnight Express de Giorgio Moroder (musique)
- Cansei de Ser Sexy : Hollywood

## Into The Hollywood Groove

### GAP
Pistes de Remixed & Revisited
Like a Virgin/Hollywood Medley
(5) Your Honesty
(7)
Into The Hollywood Groove est un morceau écrit par Madonna, Stephen Bray, Mirwais Ahmadzai et Missy Elliott et a été produit par Missy Elliott le 28 juillet 2003 pour promouvoir le nouveau modèle de jean's de la marque GAP et apparaît sur sa mini-compilation de remixes Remixed & Revisited. Le single promotionnel était offert gratuitement dans les boutiques GAP à l'achat d'une paire de jean's correspondant.
En été 2003, Madonna et la star du hip-hop Missy Elliott, apparaissent toutes deux dans un spot publicitaire pour promouvoir le nouveau jean's du fabricant, pour la publicité qui fut diffusée sur toutes les chaînes télévisées mondiales le 28 juillet, un remix Mashup du single Hollywood et son tube de 1985 Into the Groove est produit par Elliott pour la bande son du spot publicitaire.

### Versions
- Original Version (1:09)
- The Passengerz Mix (3:42)
- Susan Macleod/Into The Hollywood Groove (7:19) (I'm Going to Tell You a Secret)

### Classements
Alors qu'il s'agit néanmoins d'un single promotionnel, le titre s'est quand même retrouvé dans les classements au Japon grâce aux diffusions sur les radios et dans les clubs.
| Classement               | Meilleure Position |
| ------------------------ | ------------------ |
| Japon (Top 20)           | 16                 |
| Japon (Singles étranger) | 2                  |
| Scandinavie              | 40                 |
| Suède (Dance)            | 26                 |
| Norvège (Dance)          | 39                 |